# 小沼大地
小沼 大地（こぬま だいち、1982年 - ）は、日本の社会起業家。NPO法人クロスフィールズ共同創業者・代表理事。世界経済フォーラムグローバルシェイパーズ、ハーバード・ビジネス・レビュー未来をつくるU-40経営者選出。日経ソーシャルイニシアチブ大賞新人賞等受賞。社会学修士。

## 人物・経歴
埼玉県所沢市生まれ。神奈川県横浜市出身。栄光学園中学校・高等学校卒業後、社会学に興味を持ち、2001年一橋大学社会学部に進学。大学では体育会ラクロス部で主将を務めるなどし、U21日本代表にも選ばれた。学部在学中からバックパッカーとしてタイやカンボジア、インド、ネパールなどを訪れ、一橋大学大学院社会学研究科進学後休学して青年海外協力隊に参加。国際協力機構でアラビア語研修を受けたのち、シリアで2年間マイクロファイナンスや環境教育プロジェクトに従事した。一橋大学修士（社会学）。修士論文ではNPOの資金調達を研究。
もともとは教員志望で、高等学校社会科教員免許も取得したが、2008年に大学院を修了後、シリアで上司として仕えたローランド・ベルガーのドイツ人経営コンサルタントのアドバイスで、ビジネスを学ぶため、マッキンゼー・アンド・カンパニーに入社。2011年、昇格直後に退社。大学院在学中ににラクロス部の同期4人と始めた勉強会「コンパスポイント」を発展させ、同年、大企業社員を発展途上国のNPOに派遣する「留職プログラム」を運営する特定非営利活動法人クロスフィールズを共同設立し代表理事に就任。2011年度NEC社会起業塾生。2015年外務省NGO海外スタディ・プログラムでシンガポールINSEAD社会的企業プログラム修了。同年国際協力NGOセンター常任理事。2015年MAKERS UNIVERSITYメンター就任。2016年駒崎弘樹が代表理事を務める新公益連盟の理事に、藤沢烈、白井智子とともに就任。
世界経済フォーラムグローバルシェイパーズ2011選出。2012年日本看護協会ヘルシーソサエティ賞受賞。2014年日経ソーシャルイニシアチブ大賞新人賞受賞。2016年ハーバード・ビジネス・レビュー未来をつくるU-40経営者20人選出。

## 著書
- 『働く意義の見つけ方―仕事を「志事」にする流儀』ダイヤモンド社 2016年